# وستلند اف.۷/۳۰
وستلند اف. ۷/۳۰ (به انگلیسی: Westland_F.7/30) یک هواگرد ملخ‌پیشین تک‌موتوره از نوع هواپیمای جنگنده ساخت شرکت هواگردسازی وست‌لند است. هواگرد وستلند اف. ۷/۳۰ نخستین پروازش را در ۱۹۳۴ میلادی انجام داد. در مجموع، تعداد ۱ فروند از این هواگرد ساخته شده‌است.
طراح این هواگرد، Arthur Davenport بود.